# Joseph Duclaux
Joseph Duclaux est un homme politique français né le 23 avril 1752 à Aubenas (Ardèche) et mort à une date inconnue.

## Biographie
Avocat à Aubenas, il est commissaire près le tribunal de district, juge de paix, conseiller général et député de l'Ardèche de 1803 à 1807.

## Sources
- « Joseph Duclaux », dans Adolphe Robert et Gaston Cougny, Dictionnaire des parlementaires français, Edgar Bourloton, 1889-1891 [détail de l’édition]